# Тарасов Володимир Павлович
Володимир Павлович Тарасов (нар. 1938 року) — соліст опери Одеського державного академічного театру опери та балету. Заслужений артист УРСР, народний артист України (15.06.1994).

## Життєпис
1960 року закінчив Ленінградський інженерно-будівельний інститут, 1969 — Одеську консерваторію.
З 1969 по 1973 роки був солістом Новосибірського театру, 1974—1976 — Дніпропетровського театру, 1976—1981 — Одеської філармонії.
З 1981 — соліст Одеського театру опери та балету.
Дипломант всесоюзного конкурсу імені Глинки (1968).
Указом Президента України № 1093/2011 від 1 грудня 2011 року нагороджений ювілейною медаллю «20 років незалежності України».